# Stichtse Oorlog
De Stichtse Oorlog of Driejarige Oorlog vond tussen 1481 en 1483 plaats. De oorlog ontstond uit een mengeling van conflicten in het Sticht Utrecht in alle lagen van de bevolking en de machtswisselingen van de bisschoppen David van Bourgondië en Engelbrecht van Kleef. Daarbij speelden de Hoekse en Kabeljauwse twisten een rol, die overgewaaid waren uit het graafschap Holland.

## Achtergrond
Nadat de Eerste Utrechtse Burgeroorlog in 1474 geëindigd was, kwam het Sticht onder Bourgondische controle en dit bracht de bastaardzoon van Filips de Goede, David van Bourgondië, in een stevige positie als bisschop van Utrecht. Na de dood van zijn vader was Davids halfbroer Karel de Stoute zijn voornaamste steunpilaar. Karel de Stoute overleed echter in 1477 en door het wegvallen van zijn steun kwam Davids positie in de knel. Vooral de steden Utrecht, Amersfoort en Montfoort in het Sticht wilden van de gelegenheid gebruikmaken om politieke macht te vergaren.
De stad Utrecht leek ten slotte het enige toevluchtsoord van de Hoekse ballingen, van waaruit ze het naburige Holland bedreigden. Naar aanleiding daarvan ontstond een oorlog die drie jaar zou duren.

## Verloop
In 1481, toen de problemen zich meer en meer opstapelden, was het Jan III van Montfoort die vanuit het Utrechtse ministerie besloot om het heft in eigen handen te nemen. Hij gaf het bevel om bisschop David van Bourgondië de toegang tot de stad Utrecht te weigeren. Deze bevond zich op zijn buitenverblijf in Wijk bij Duurstede. Vrijwel op hetzelfde moment in januari werd de stad Leiden ingenomen onder leiding van Reynier van Broeckhuysen, die zich loyaal opstelde aan de kant van de Utrechtse oppositie. Zijn Hoekse partij wilde af van het Bourgondisch-Habsburgse machtsblok in de Lage Landen. Stadhouder Joost van Lalaing en Jan IV van Ranst ontzette Leiden in april. Vlak daarvoor nam Jan III van Egmond Dordrecht in. Al snel werden de steden Gouda, Oudewater en Schoonhoven ingenomen, die alle in de Kabeljauwse-Bourgondische invloedssfeer kwamen. 

### 1481
Op 6 augustus kwamen twee raadslieden van David van Bourgondië in de stad Utrecht, om het stadsbestuur te melden dat Jan van Montfoort en zijn Hoekse benden de stad moesten verlaten. De volgende dag op 7 augustus omsingelde Van Montfoort en zijn medestanders het Raadhuis van Utrecht en dwongen het bestuur tot een keuze, waarna alle Kabeljauwse-Bourgondië aanhangers de stad verlieten en sommige zelfs verjaagd werden, onder meer Van Montfoorts grootste tegenstander in de stad Jacob van Amerongen.
Met de oppositie kwam het tot een eerste veldslag in de Slag bij Scherpenzeel op 22 september 1481, waarbij onder meer het dorp verwoest werd door Kabeljauwse stropers. De Hollandse stadhouder Joost Van Lalaing (in Bourgondische dienst) verwoestte Jutphaas in oktober maar verloor de Slag bij Vreeswijk op 13 oktober 1481. In de nacht van 10 op 11 december 1481 veroverde de Utrechtse Hoeken de stad Naarden door middel van een list en plunderde het leeg . In december verzamelde van Lalaing een grote krijgsmacht in Naarden, legde Eemnes, Baarn en Soest (tussen 21 en 23 december 1481) in de as en behaalde in de Slag bij Westbroek (26 december 1481) een volledige overwinning op de Utrechters voor de Kabeljauwse factie.
De Hoekse Utrechtse opstandelingen zochten steun in hogere kringen, onder andere bij Lodewijk XI van Frankrijk, die in staat van oorlog met de Bourgondiërs verkeerde. Jan II van Kleef was wel genegen om de opstandelingen te helpen van het Bourgondische huis af te komen en wilde als tegenprestatie zijn broer Engelbrecht de zetel van aartsbisschop van Utrecht zien bekleden. Zo kwam Engelbrecht met zijn leger aan in Utrecht, waar Jan van Montfoort hem meteen als ruwaard van Utrecht wilde aanstellen, maar dit werd tijdelijk tegengewerkt door de geestelijke heersers in de stad. David van Bourgondië kon intussen alleen op steun rekenen van Frederik van Egmont, heer van IJsselsteijn, die echter niet opgewassen was tegen de felle opstandelingen en met moeite zijn eigen district kon beschermen.

### 1482

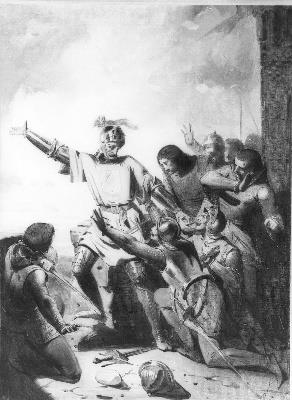
Johannes Hinderikus Egenberger: De sprong van Jan van Schaffelaar in 1482, een voetnoot bij de Stichtse Oorlog, die uitgegroeid is tot bekendste voorval.

Op 1 januari 1482 werd besloten om de Lekdijk boven het dorp 't Waal door te steken, waarbij alles tot de Utrechtse Tolsteegpoort (noordelijk), Leidsche vaart (westelijk) en de Sint Anthoniusdijk (oostelijk) onder water kwam te staan. Dit alles om de onafhankelijkheid op de Hollanders en Bourgondiërs te behouden.
Tussen 14 en 18 januari 1482 trok David van Bourgondië vanuit Wijk met Glandijn de Bondre en 125 ruiters met op ongeveer het zelfde moment Joost van Lalaing en zijn ruiters vanuit Naarden richting de stad Utrecht. Dit om een stadsuitbraak uit te lokken. Dit mislukte en uit onvrede werden twee naburige kloosters geplunderd, "Oosteind" en "Vredendaal" genaamd. Joost van Lalaing trok met zijn manschappen, nadat het dorp De Bilt was geplunderd, weer terug naar Naarden op 18 januari. De bisschop bleef tot 21 februari 1482 voor de Catharijnepoort met een bezetting liggen, maar trok daarna ook weg naar Wijck.
Op 17 maart 1482 werd per verrassing de stad Vianen ingenomen door de Utrechtse Hoeken onder Vincentius van Swanenborch, wat juist de "neutraal" gebleven familie Van Brederode in verlegenheid bracht.
Maximiliaan van Oostenrijk verbleef in april op de Veluwe, waar hij na het overlijden van zijn vrouw Maria van Bourgondië kort bijkwam en afleiding zocht in de jacht. David van Bourgondië zag dit als een uitgelezen kans en stuurde een afgezant naar hem toe om steun bij hem te krijgen. Maximiliaan wilde wel ingaan op dit verzoek, maar onder zijn eigen voorwaarden. Het enige wat hij deed was de bevoorrading naar het Sticht belemmeren door ruitervolk op de been te brengen.
Begin Juli 1482 veroverde en vernielde David van Bourgondië het Kasteel Geerestein, een bezit van zijn tegenstanders de familie Van Zuylen van Nievelt.
Een van de beroemdste voorvallen is dat van Jan van Schaffelaar, die met zijn ruiters omsingeld werd in Barneveld en zijn toevlucht zocht in de toren, waarvan hij gedwongen werd af te springen. Op 14-15 juli werden de burchten van Harmelen en Ter Haar belegerd en ingenomen door de troepen van Joost van Lalaing, Lalaing kon niet verder met zijn plunder campagne omdat hij zich moest bemoeien met de Inname van Hoorn. Engelbrecht trok echter met zijn Kleefse soldaten het achterland van het Sticht in, plunderde tot aan Naarden en legde Amerongen deels in de as. Op 26 augustus 1482 vervolgde hij met een beleg van IJsselstein, maar brak dit in september weer af. Vervolgens werden er in Den Bosch en Wageningen pogingen ondernomen om de twee bisschoppen bepaalde eisen te laten overleggen, dit mislukte. Tussen 18 september en 12 oktober 1482 werd het blokhuis op de Vaart compleet verwoest door de Hollandse-Bourgondiërs, wat een enorm verlies was voor de Utrechtse Hoeken. Daarna werd de steun voor de opstandelingen (lees: Hoeken) minder, doordat op 23 december 1482 vrede werd gesloten tussen Bourgondië en Frankrijk, waardoor een mogelijke steun van Lodewijk XI van Frankrijk wegviel.

### 1483

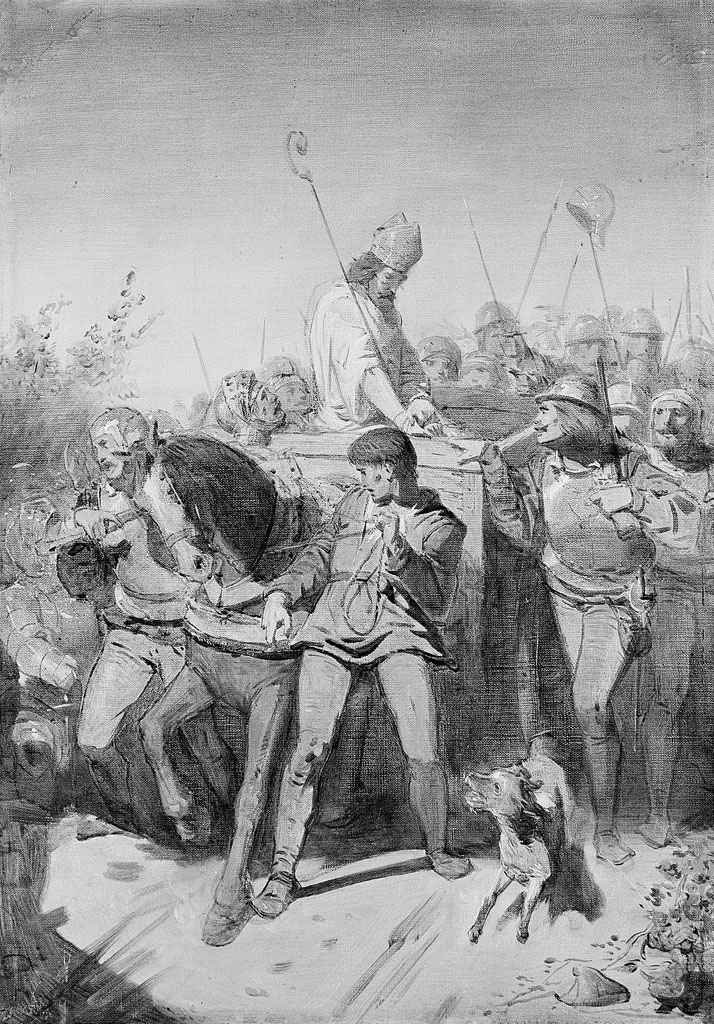
Johannes Hinderikus Egenberger: Bisschop David van Bourgondië gevangengenomen en op een mestkar afgevoerd naar Amersfoort in 1483.

De Utrechtse Hoeken met de steden Utrecht, Amersfoort en Montfoort moeten een zware winter van 1482/83 hebben gehad met een enorme hongersnood, door middel van het kwijtraken van de bevoorradingsroutes bij Vreeswijk en Eemnes. Bij het einde van de winter in februari-maart 1483 waren de Hoeken onder Engelbrecht van Kleef genoodzaakt om te gaan plunderen en brandschatten in de omgeving van Wageningen en Rhenen in de regio van de Utrechtse Heuvelrug. De dorpen Maarsbergen, Elst, Cothen, moesten het ontgelden, Het kasteel Amerongen werd geplunderd in de stad Rhenen werd met een list ingenomen.
Een deel van de inwoners van de stad Utrecht wilde echter weer vrede in de streek en stuurde brieven naar David van Bourgondië in Wijck of hij weer terug wilde keren in Utrecht.
De Bourgondisch-Kabeljauwse factie of deze partij die de bisschop weer terug wilde, sloten Jan III van Montfoort en zijn gezelschap op in de Dom van Utrecht en zo kon David van Bourgondië op 21 april 1483 weer terug keren op zijn bisschopszetel. Van Montfoort en zijn Hoekse aanhangers moesten tekenen voor een vrede en overgave, daarbij moest de stad Montfoort ook weer overgedragen worden aan het Bisdom. David van Bourgondië trok enkele dagen daarna naar Montfoort met de veronderstelling er gehuldigd te worden, echter was Maximiliaan van Oostenrijk net begonnen met een beleg op het stadje en was niet van plan het uit handen te geven aan de bisschop. Een illusie armer trok de bisschop weer terug naar de stad Utrecht, maar in mei laaide de onrust alweer op, doordat de stad Amersfoort met een leger van circa 300 a 400 Kleefse soldaten de stad Utrecht opnieuw belegerde en binnendrong onder Hendrik van Zuylen van Nijevelt. De soldaten wisten de stad binnen te komen op 3 mei 1483, waarbij Van Zuylen-Nijevelt sneuvelde en David van Bourgondië werd afgevoerd op een mestkar en naar Amersfoort werd gebracht, waar hij voorlopig gevangen zat. David van Bourgondië had maar 12 dagen bezit gehad over de stad Utrecht en na zijn vernederende aftocht werden Jan III van Montfoort en Engelbrecht van Kleef weer hersteld als Hoekse machthebbers.
Intussen had Maximiliaan van Oostenrijk weinig succes met het beleg op Montfoort en brak dat weer af na het horen van de gevangenneming van David van Bourgondië om het beleg van Utrecht op te slaan op 23 juni 1483. Na maanden van beleg kon hij de stad innemen en ook Amersfoort gaf zich door middel van een verdrag over.

## Nasleep
Op 3 september 1483 werd er een vredesverdrag ondertekend tussen de partijen onder toezicht van Maximiliaan van Oostenrijk. Een kopie van dit verdrag is te vinden in Hs. 685, een manuscript dat zich in de Universiteitsbibliotheek Utrecht bevindt. David van Bourgondië werd weer hersteld als bisschop van Utrecht en bleef dit tot aan zijn dood. Het bleef echter rommelig in het sticht en in de Lage Landen, zij het op kleine schaal. In 1488 brak er een nieuwe periode aan van conflicten, die later bekend zijn geworden als de Jonker Fransenoorlog (1488-1490).

## Gevechten
- 20 januari 1481: Inname van Leiden (1481)
- 6 april 1481: Inname van Dordrecht (1481)
- 30 maart – 14 april 1481: Beleg van Leiden (1481)
- 3 t/m 7 augustus 1481: Opstand in Utrecht
- 22 of 23 september 1481: Slag bij Scherpenzeel
- 13 oktober 1481: Slag bij Vreeswijk (1481)
- 10 december 1481: Plundering van Naarden (1481)
- 21 december 1481: Inname van Eemnes
- 26 december 1481: Slag bij Westbroek
- 17-18 maart 1482: Inname van Vianen (1482)
- 12 juli 1482: Inname van Hoorn (1482)
- 16 juli 1482: Gevechten rondom de kerktoren van Barneveld, met als gevolg de sprong van Jan van Schaffelaar
- 26 augustus – 16 september 1482: Beleg van IJsselstein (1482)
- 18 september 1482: 2e Slag bij Vreeswijk
- 13 februari 1483: Beleg van Rhenen (1483)
- mei/juni 1483: Beleg van Montfoort (1483)
- 23 juni – 31 augustus 1483: Beleg van Utrecht (1483)